# Plancinus runcinioides
Plancinus runcinioides är en spindelart som beskrevs av Simon 1886. Plancinus runcinioides ingår i släktet Plancinus och familjen krabbspindlar.
Artens utbredningsområde är Uruguay. Inga underarter finns listade i Catalogue of Life.